# Браззавільська конференція
Браззавільська конференція губернаторів французьких колоніальних володінь (Браззавіль, 30 січня — 8 лютого 1944) - конференція французьких колоніальних адміністраторів, що виробила серію заходів з модернізації французької колоніальної системи.

## Передумови проведення конференції
У червні 1940 року, після Комп'єнського перемир'я зрадницька та поступлива політика уряду Віші зустріла зростаючий опір у французьких колоніях. З кінця літа 1940 року французькі колонії одна за одною стали приєднуватися до "Вільної Франції". Колоніальні проблеми займали первинне значення в діяльності Французького комітету національного визволення (ФКНВ) і його глави генерала Шарля де Голля.
Без імперії Шарль де Голль і його оточення не уявляли собі сильної Франції у післявоєнному світі.
Стратегічна установка Шарля де Голля і очолюваного їм ФКНВ полягала в тому, щоб спробувати примирити факт національного пробудження колоніальних народів зі збереженням основ колоніальної імперії Франції; піти на поступки вимогам колоній заради порятунку головного - французького політичного панування над ними.
З цією метою національний комісар у справах колоній Рене Плевен скликав в столиці Французької Екваторіальної Африки - Браззавілі - двадцять генерал-губернаторів і губернаторів для затвердження нового політичного курсу, який повинен був привести від Французької імперії до Французького Союзу.
Конференція повинна була встановити, на яких конкретних засадах може бути поступово створене французьке співтовариство, що охоплює усю територію Чорної Африки, замість існуючої системи прямого управління.

## Перебіг конференції
Конференція відкрилася у Браззавілі 30 січня 1944 року. Окрім генерал-губернаторів і губернаторів, на ній були присутніми голова Консультативної асамблеї, десяток її делегатів, а також авторитетні діячі, що не займали офіційного положення. Зі вступною промовою виступив Шарль де Голль. Конференція пропрацювала тиждень, і закрилася 8 лютого 1944 року.

## Браззавільська декларація
Браззавільська декларація проголосила наступні засади французької колоніальної політики:
1. Французька імперія залишається єдиною;
2. У кожній колонії створюються напівавтономні асамблеї;
3. Громадяни французьких колоній отримують права, рівні з правами інших громадян Франції;
4. Громадяни французьких колоній отримують право голосувати на виборах до французького парламенту;
5. Представники корінного населення колоній отримують право брати участь в роботі адміністрації колоній;
6. Мають бути проведені економічні реформи, що змінюють експлуататорський характер взаємовідносин між Францією і колоніями.

## Підсумки
Браззавільська декларація була по-різному сприйнята у світі. Для населення колоній поступки, отримані у Браззавілі, були першим кроком на шляху до незалежності, тоді як для колоніальних кіл Франції вони були межею можливих поступок :
Проведення ліберальних заходів, але в тісних межах французького суверенітету; економічні, соціальні і адміністративні реформи, але в політичній області - ніяких потрясінь основ, навпаки, священна повага колоніального порядку. На початку 1944 року деколонізація була ще незбагненна для французького розуму; все ще зберігався ідеал, що французький африканець перетвориться одного разу на африканського француза.